# Feliks Horski

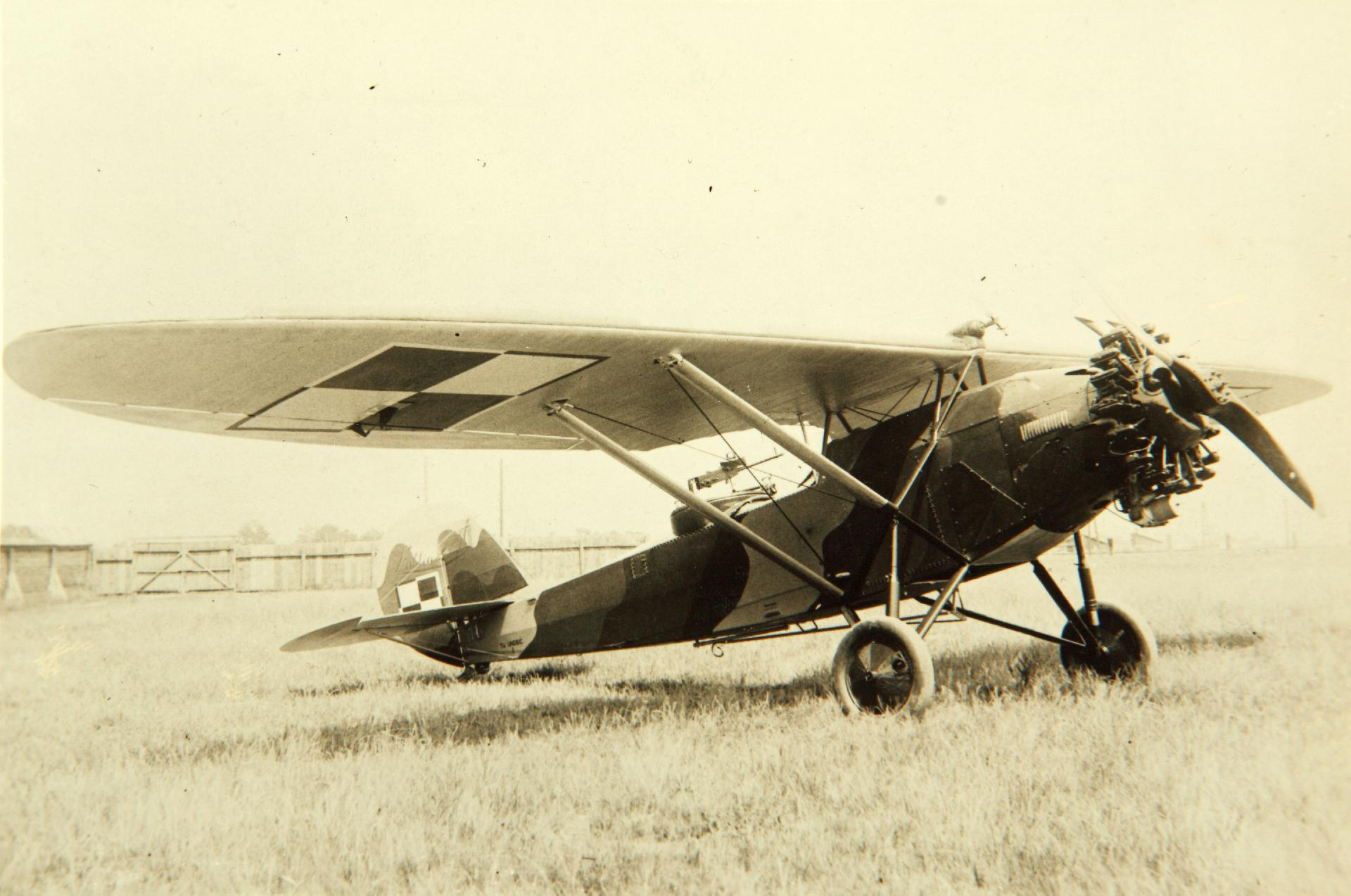
Samolot Lublin R.XIII, taki, na jakim zginął Franciszek Horski

Feliks Maksymilian Horski (ur. 17 maja 1895 w Czechach), zm. 6 października 1934 koło Barczy) – porucznik żandarmerii pilot Wojska Polskiego II RP, działacz niepodległościowy.

## Życiorys
Urodził się 17 maja 1895 we wsi Czechy, w ówczesnym powiecie brodzkim Królestwa Galicji i Lodomerii, w rodzinie Leona i Pauliny z Bernackich. 1 sierpnia 1914 wstąpił do Legionów Polskich. Walczył w szeregach 2 Pułku Ułanów. 4 kwietnia 1917 został mianowany na stopień wachmistrza żandarmerii polowej Legionów Polskich przy Stacji Zbornej w Przemyślu. 28 lipca 1919 w stopniu podchorążego pełnił służbę w 2 Dywizjonie Żandarmerii Wojskowej na stanowisku dowódcy plutonu żandarmerii Siedlce. W tym czasie otrzymał pismo pochwalne z Ekspozytury Żandarmerii Polowej przy Dowództwie Wojska Polskiego na Galicję Wschodnią. Później został awansowany na chorążego. W 1925, jako ekstern, zdał maturę w Państwowym Gimnazjum im. Króla Władysława Jagiełły w Dębicy. 22 czerwca 1926 Prezydent RP Ignacy Mościcki mianował go podporucznikiem ze starszeństwem z 1 lipca 1925 i 5. lokatą w korpusie oficerów żandarmerii, a minister spraw wojskowych wcielił do 2 Dywizjonu Żandarmerii w Lublinie. W styczniu 1927 został odkomenderowany do Centralnej Szkoły Strzelniczej w Toruniu. 15 lipca 1927 został awansowany na porucznika ze starszeństwem z 1 lipca 1927 i 5. lokatą w korpusie oficerów żandarmerii. 4 października 1927 został przeniesiony służbowo do Dywizjonu Szkolnego Żandarmerii w Grudziądzu, w charakterze słuchacza Kursu Aplikacyjnego Oficerów Młodszych Żandarmerii z równoczesnym zwolnieniem z zajmowanego stanowiska na czas pobytu na kursie. 2 marca 1928, po ukończeniu kursu, objął obowiązki oficera ewidencyjnego, a później adiutanta dywizjonu. W lipcu 1929 został przeniesiony do 1 Dywizjonu Żandarmerii w Warszawie. Ostatnio na stanowisku dowódcy 3. plutonu żandarmerii. Zgłosił się na kurs pilotażu w 1 Pułku Lotniczym. Po uzyskaniu uprawnień pilota latał ochotniczo w sztabowej eskadrze treningowej tego pułku.
Zginął śmiercią lotnika 6 października 1934 w wypadku w Górach Świętokrzyskich. Dokładne miejsce upadku samolotu Lublin R.XIII nr SP-56X (w wyniku awarii silnika) nie jest obecnie znane . Ciało pilota (mechanik został jedynie lekko ranny) sprowadzone zostało do Jarosławia, gdzie spoczęło na miejscowym cmentarzu.
27 czerwca 1935 został pośmiertnie awansowany na kapitana ze starszeństwem z 1 stycznia 1935 w korpusie oficerów żandarmerii.

## Ordery i odznaczenia
- Krzyż Niepodległości – 4 lutego 1932 „za pracę w dziele odzyskania niepodległości”[17][3]
- Krzyż Walecznych – 1923 „za czyny orężne w bojach Legionów Polskich”[18][19]
- Brązowy Krzyż Zasługi
- Medal Pamiątkowy za Wojnę 1918–1921[13]
- Medal Dziesięciolecia Odzyskanej Niepodległości[13]